# Pat Garrett and Billy the Kid
Cet article concerne l'album de Bob Dylan. Pour le film de Sam Peckinpah, voir Pat Garrett et Billy le Kid.
Albums de Bob Dylan
Bob Dylan's Greatest Hits Vol. 2
(1971) Dylan
(1973)
Pat Garrett and Billy the Kid est un album de Bob Dylan, auteur-compositeur-interprète américain de folk-rock, sorti en 1973.

## Historique
Il s'agit de la bande originale du film de Sam Peckinpah Pat Garrett et Billy le Kid, dans lequel Dylan interprète le rôle d'Alias.
L'album contient l'une des chansons les plus célèbres de Dylan, composée spécialement pour le film : Knockin' on Heaven's Door.

## Réception
L’album a été #16 aux États-Unis et #29 au Royaume-Uni.

## Titres
Toutes les chansons sont écrites et composées par Bob Dylan.
| 1. | Main Title Theme (Billy)            | 6:05 |
| 2. | Cantina Theme (Workin' for the Law) | 2:56 |
| 3. | Billy 1                             | 3:55 |
| 4. | Bunkhouse Theme                     | 2:15 |
| 5. | River Theme                         | 1:28 |

| 1. | Turkey Chase              | 3:34 |
| 2. | Knockin' on Heaven's Door | 2:32 |
| 3. | Final Theme               | 5:23 |
| 4. | Billy 4                   | 5:03 |
| 5. | Billy 7                   | 2:07 |

## Musiciens
- Bob Dylan - Guitare rythmique
- Booker T. Jones - basse
- Bruce Langhorne - Guitare acoustique
- Roger McGuinn - Guitare
- Russ Kunkel - Tambourin, bongos
- Carol Hunter - guitare 12 cordes, chœurs
- Donna Weiss - chœurs
- Priscilla Jones - chœurs
- Byron Berline - chœurs, violon
- Jolly Roger - Banjo
- Terry Paul - chœurs
- Jim Keltner - batterie
- Brenda Patterson - chœurs
- Carl Fortina - Harmonium
- Terry Paul - Basse
- Gary Foster - Flûte
- Fred Katz - Violoncelle
- Ted Michel - Violoncelle